# 雷納角 (科羅內申島)
60°39′S 45°10′W / 60.650°S 45.167°W
雷納角（英語：Rayner Point）是南極洲的海岬，位於南奧克尼群島中科羅內申島東岸，是吉朋灣入口處的北部，在1912年由挪威的捕鯨船長繪入地圖。